# Calocea eucraspedica
Calocea eucraspedica là một loài bướm đêm trong họ Noctuidae.